# Márton Báder
Márton Báder, né le 23 septembre 1980, à Budapest, en Hongrie, est un ancien joueur hongrois de basket-ball. Il évolue aux postes d'ailier fort et de pivot.

## Palmarès
- Champion de Croatie 2007
- Coupe de Hongrie 2011, 2012, 2014, 2015